# Facile (Zucchero Fornaciari)
Facile è un singolo del cantautore italiano Zucchero Fornaciari, pubblicato l'8 gennaio 2021 come secondo estratto dalla riedizione del quattordicesimo album in studio D.O.C.

## Descrizione
Il brano, di cui è coautore Robyx, è una ballata in chiave gospel, con la partecipazione della cantante Chance, scritta durante la lavorazione di D.O.C. e conclusa durante il lockdown dovuto alla pandemia di COVID-19. Il testo, dove non mancano alcuni doppi sensi, che però non intaccano la vena romantica della canzone, racconta la leggerezza dovuta a una storia d'amore vissuta apertamente, senza segreti.

## Video musicale
Il videoclip, che riprende le ambientazioni cupe e post apocalittiche di quello di Soul Mama, è stato diretto da Gaetano Morbioli e pubblicato in contemporanea con la pubblicazione del brano stesso attraverso il canale YouTube di Zucchero. L'attrice che interpreta Chance è Valentina Mascia.

## Tracce
Testi e musiche di Zucchero e Robyx.
1. Facile – 3:46